# Said Khoja
Said Khoja (+ després del 1406) fou un amir de Tamerlà, fill de l'amir Shaikh Ali Bahadur (fidel de Tamerlà). Posseïa en feu (soyurgal) la comarca de Radkan, que la família va conservar després de la sexa execució (passant al germà Elies Khoja). La família fou una de les més distingides del Khurasan, abans i després de Said Khoja.
El 1393 va participar al setge de Tikrit i a la conquesta d'Amida (Armènia) el mateix any.
Va prendre part activa a la campanya de l'Índia. El 1398 estaven les forces de Tamerlà inspeccionant el palau de Jahan Numai (Mirador de l'Univers) i van aparèixer uns quatre mil homes de cavalleria i cinc mil a peu de Mallu Ikbal (a mes de 27 elefants) i es van enfrontar a forces de Timur, uns 300 homes manats per Said Khoja. Timur se'n va assabentar i va enviar reforços que van atacar als hindús i els van posar en fuita.
El 1400 va participar en la campanya de Geòrgia i després a la guerra contra els otomans. Després de la batalla d'Ankara el 28 de juliol de 1402 els mirzes Sultan Husayn i Iskandar i els amirs Sulayman Xah, Rustem Tugha Bugha i Said Khoja foren enviats a ocupar Ak Shehir i Kara Hissar i enviar destacaments cap a Alanya i Antalya. Després els mirzes (prínceps), precedits per Said Khoja, anaven cap a Aidin que fou saquejada. Unit a les forces de Tamerlà va avançar cap a Ayasoluk (Efes), va creuar el Menderes i va arribar a Tire
El 1404 va participar en la campanya de Gilan
Després de la mort de Tamerlà (febrer del 1405) va esclatar una revolta dels sarbadars dirigida per Khoja Sultan Ali. Els amirs Midrab i Said Khoja foren enviats contra ells. La primera batalla fou guanyada pels sarbadars, veterans de guerra molts d'ells; Said Khoja volia venjança i amb dos mil homes va avançar cap a Jajerem o Jajarm, que va ocupar després de derrotar els enemics, després sobre Faryumad, la fortalesa de la qual va resistir i per una mediació dels sayyids va perdonar als habitants a canvi d'un tribut; va seguir cap a Mazinan, que va conquerir igualment i finalment va assetjar Sabzawar. Després de deu dies de setge va saber que Pir Pirak, kan de Gurgan, estava atacant la provincia de Juwayn o Juvain. Said Khoja va aixecar el setge per anar a combatre a Pirak; Khoja Sultan Ali, que actuava de conjunt amb Pirak, va sortir de Sabzewar i es va reunir amb Pirak. Els dos exèrcits es van trobar. Said Khoja manava el centre, Midrab la dreta i tres amirs (Iuz Bugha, Shaikh Sultan i Abu Bakr) l'esquerra; pel costat de Pirak aquest manava el centre, Khoja Ali la dreta i un cos de soldats del Mazanderan formaven l'ala esquerra. La dreta de Khoja Ali va destrossar l'esquerra dels tres amirs; però la dreta de Midrab va fer el mateix amb l'esquerra dels mazanderanis; finalment Pirak va haver d'ordenar la retirada i foren perseguits patint una carnisseria.
A la tardor del 1405 va participar en la repressió de la revolta dels kara tàtars. Després fou enviat a la fortalesa de Kalat per fer inventari i destruir-la. Retornat Said Khoja de Kalat li fou conferit el títol d'amir al-umara amb plena autoritat sobre tots els afers administratius i financers. Aquest poder sembla que li va pujar al cap i cap al febrer o març de 1406 va començar a conspirar sobretot amb fills de diversos amirs que havien estat seguidors personals de Tamerlà (entre els quals Abd al-Samad emparentat a la família d'Umar Xaikh, i quatre fills d'Utx Kara, destacant Xams al-Din Utx Kara).
El 29 d'abril de 1406, de concert diversos amirs liderats per Said Khoja, se'n van anar a Jam, mostrant-se obertament rebel. Shah Rukh va ordenar perseguir-lo i va atrapar al grup a la plana de Navizeh. Els rebel es van agenollar i es van sotmetre i Shah Rukh els va perdonar i tots junts es van dirigir a Pul-Salar; allí una part dels recent sotmesos es va tornar a revoltar-se i es va dirigir altre cop cap a Jam. Shah Rukh va decidir castigar els rebels. Shah Rukh va cridar a l'amir Midrab i va donar un ultimàtum a Said Khoja. Al no respondre va marxar contra el rebel (21 de maig) que era a Tus. Said Khoja i el seu germà Yusuf Khoja havien ofert el Khurasan al príncep Iskandar ibn Úmar Xaykh de Yadz i Hamadan. Shah Rukh va arribar a Jam el 4 de juliol. Un darrer intent de negociació amb Said Khoja fou inútil. Poc després Said Khoja es va retirar cap a Kalat, la fortalesa principal de la zona que tant be coneixia i havia començat a reformar les defenses. Shah Rukh va anar a Mashad i d'allí a Radekan. Khoja Ali Nasr Allah Terschizi, kutwal de la fortalesa de Pejdarud, planejava passar al bàndol de Said Khoja, però Shah Rukh va enviar allí a l'amir Midrab i Nasr Allah va fugir. Les tropes acantonades a Merw i Sarakhs, liderades per l'amir Alikeh (kukeltaix o sigui germà de llet de Shah Rukh), van decidir servir a Shah Rukh i Said Khoja quan ho va saber va decidir fugir cap al Mazanderan; va enviar per davant als amirs Shams al-Din Utx Kara i Abd al-Samar per negociar amb Pirak Padshah, kan de Gurgan. Shah Rukh va incrementar molt les seves forces amb l'arribada dels contingents d'Alikeh; el 5 d'agost va sortir de Radelkan i es va dirigir cap al Mazanderan; prop de Kabushan se li va unir l'amir Shah Mulk procedent de Balkh, que volia tornar al seu servei. Es va establir un campament d'estiu a Salmakan i es va enviar un ambaixador de nom Mengli Timur Naiman a Pirak per demanar l'entrega de Said Khoja i els seus. Aviat va arribar la contesta de Pirak, que reclamava el reconeixement del seu govern de Gurgan i Mazanderan i decidir sobre la sort dels refugiats a la seva cort i llavors enviaria als refugiats per servir a Shah Rukh. Aquest va considerar aquestes peticions excessives. El 8 de setembre entrava al Mazanderan i es presentava davant de Tenaseman, on governava Bayazid Jupan, servidor de Pirak. Shah Rukh va descartar l'atac a Tenaseman ja que la clau de la província era Astarabad, i es va dirigir allí. En una escaramusa a Feraskhaneh, algun alts oficials de Pirak foren fets presoners i executats. L'exèrcit khurasani es va establir a un lloc de la plana d'Astarabad anomenat Siah-Bilav; l'exèrcit del kan, molt nombrós, estava fora de la ciutat i va iniciar l'atac: Pir Pirak al centre, Shams al-Din Utx Kara a l'esquerra i Said Khoja i els seus amirs a la dreta; per part de Shah Rukh a l'esquerra Yusuf Khalil, Jahan Malik i el príncep Muhammad Umar; al centre Ali Tarkhan i a la dreta Ulugh Beg i Shah Mulk. La victoria fou per Shah Rukh. Pirak va fugir cap al desert fins a Coràsmia. Tot el Gurgan, Astarabad i el Mazanderan oriental van quedar en mans de Shah Rukh. Said Khoja i alguns dels seus van fugir a Siraz; Shams al-Din Utx Kara i Said Husham (fill de la filla de Said Khoja) es van sotmetre a la clemència del sobirà que els va perdonar. Tots els càrrecs de Said Khoja foren conferits a Jahan Malik. Sayyid Izz al-Din Hazarjeribi va enviar regals a Shah Rukh. Tot el Mazanderan es va sotmetre i la khutba es va llegir en nom de Shah Rukh i es va encunyar moneda amb el seu nom i rostre.
Quan fou capturar va morir executat per aquesta rebel·lió.